# Liste der Fließgewässer im Flusssystem Brend
Die Liste der Fließgewässer im Flusssystem Brend umfasst alle direkten und indirekten Zuflüsse der Brend, soweit sie namentlich auf der Topographischen Karte 1:10000 Bayern Nord (DK 10), im Kartenwerk des Stadtplandienstes der Euro-Cities AG oder im Kartenservicesystem des Bayerischen Landesamts für Umwelt (LfU) aufgeführt werden. Namenlose Zuläufe und Abzweigungen werden nicht berücksichtigt. Wenn sich der Gewässername nach dem Zusammenfluss zweier Gewässerabschnitte ändert, werden die beiden Zuflüsse als Quellzuflüsse separat angeführt, ansonsten erscheint der Teilbereichsname in Klammern. Die Längenangaben werden auf eine Nachkommastelle gerundet. Die Fließgewässer werden jeweils flussabwärts aufgeführt. Die orografische Richtungsangabe bezieht sich auf das direkt übergeordnete Gewässer.

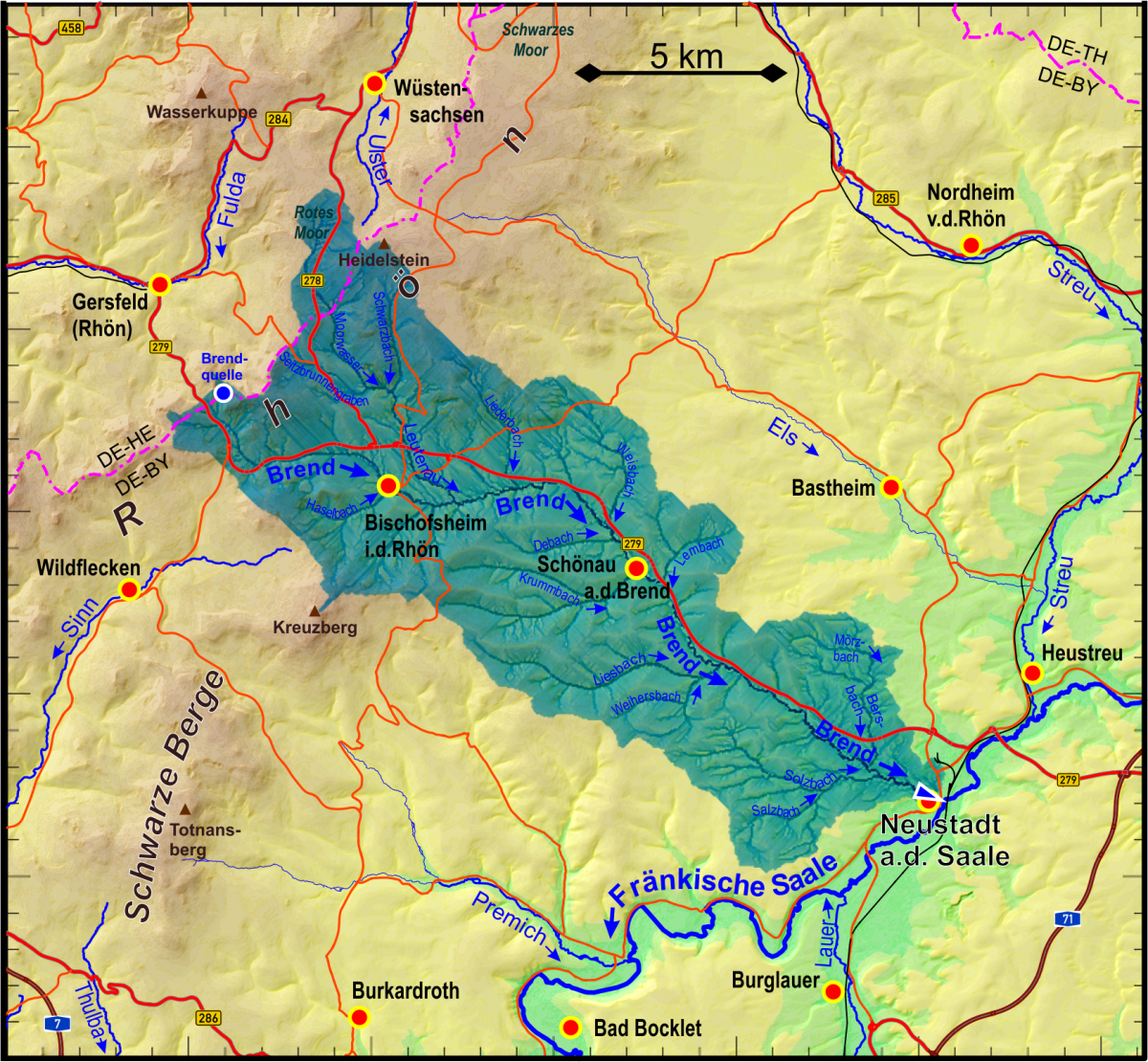
Einzugsgebiet der Brend

## Brend
Die Brend ist der 26,2 km langer rechter Zufluss der Fränkischen Saale.

## Zuflüsse
Direkte und indirekte Zuflüsse der Brend
- Haselbacher Ortsbach (rechts)
- Hinterer Haselbach (rechts)
- Leutenau (links), 3,7 km
  - Moorwasser (rechter Quellbach[1]), 5,4 km
    - Steizbrunngraben (rechts)

  - Schwarzbach (linker Quellbach[2]), 3,7 km
- Mittelbach-Floß (links)
- Liederbach (links)
- Weißbach (links)
- Debach (rechts)
- Krummbach (rechts), 3,5 km
- Lembach (links)
- Liesbach (rechts), 4,5 km
  - Weihersbach (rechts)
- Bersbach (links)
  - Mörzbach (linker Quellbach)
  - Geltersbachgraben (rechter Quellbach)
- Sulzbach (rechts) 5,7 km und 12,1 km²
  - Salzbach (rechts)

## Flusssystem Fränkische Saale
siehe Liste der Fließgewässer im Flusssystem Fränkische Saale